# Theater van de Lach
Het Theater van de Lach was een toneelgezelschap rond oprichter John Lanting, dat in de jaren zeventig, tachtig en negentig van de twintigste eeuw optrad met vertolkingen van kluchten. Lanting liet zich hierbij voornamelijk inspireren door de Britse versie van het blijspel en bracht vooral veel Nederlandse bewerkingen van Ray Cooney in de theaters. 

## Geschiedenis
Het Theater van de Lach werd opgericht in 1971 en bracht een jaar later haar eerste klucht op de planken. Lanting tekende zelf meestal voor de vertaling en regie. De eerste productie was in handen van Dick Binnendijk. Daarna was dat Jacques Senf. Weer later nam Lanting veel producties zelf voor zijn rekening. De laatste drie kwamen op de naam van Joop van den Ende. Vanaf 1973 verschenen de producties ook op televisie.
Lanting vertolkte zelf altijd de hoofdrol in zijn stukken en werkte met een wisselende samenstelling van spelers. Daarnaast omringde hij zich echter met een aantal vaste acteurs en actrices, die door de jaren heen in verschillende kluchten hun opwachting maakten, vooral waren dat Flip Heeneman, Annelies Balhan, Johan Sirag en Coby Timp.

## Repertoire
- Zo'n meisje om in je binnenzak te stoppen (1972)
- De grote versierder (1973)
- Hé... mag ik mijn echtgenote terug (1974)
- Kom van het dak af (1975)
- Inpakken en wegwezen (1976)
- In de kast op de kast (1977)
- Nee schat nu niet... (1978)
- Een kus van een Rus (1980)
- Een scheve schaats (1981)
- Hoe versier ik een stuk (1984)
- Een trouwring mag niet knellen (1985)
- Geen gedonder in het vooronder (1985)
- Den Haag vandaag (1987)
- Vijf hoog het raam uit (1991)
- Kink in de kabel (1992)
- Japon over het balkon (1994)
- John Lanting's Jubileumhotel (1995)

## Trivia
Het blijspel Hoe versier ik een stuk werd lopende het seizoen door John Lanting afgeblazen vanwege felle kritieken uit feministische hoek. Het stuk zou volgens critici een seksistische en vrouwonvriendelijke lading hebben. De productie werd nooit op televisie uitgebracht.